# Volkswagen Sarajevo
Volkswagen Sarajevo d.o.o. je proizvajalec avtomobilov s sedežem v Vogošci, severnem predmestju Sarajeva. Predhodno se je imenoval TAS – Tovarna Avtomobilov Sarajevo, oziroma Tvornica Avtomobila Sarajevo. Večinski lastnik podjetja je podjetje Volkswagen AG. Družba je naslednica Sarajevske tovarne avtomobilov, ki je delovala med letoma 1972 in 1992, v kateri je 49 % lastništva prav tako predstavljal Volkswagen. Obstoječa proizvodnja vozil med letoma 1998 in 2008 je bila ustavljena zaradi carinskih postopkov med Evropsko unijo ter Bosno in Hercegovino. Od leta 2009 se v tovarni proizvajajo električni tovornjaki. Od leta 2010 podjetje izdeluje sestavne dele šasije.

## Zgodovina
Avgusta 1998 se je začela proizvodnja pod okriljem nove družbe. V podjetju si Volkswagen lasti 58%, preostalih 42% lastništva pa pripada slovenskemu avtomobilskemu dobavitelju Preventu. Volkswagen Sarajevo d.o.o. je proizvajal avtomobile blagovnih znamk Voslkswagen, Audi in Škoda, takrat okoli 3500 vozil na leto, imel pa je približno 300 zaposlenih. Proizvodnja avtomobilov je bila prekinjena konec leta 2008, od takrat pa podjetje izdeluje polizdelke za druga podjetja koncerna Volkswagen. Sredi leta 2009 se je začela proizvodnja letališkega električnega vozila EcoCarrier. Izdelavo vozila je naročil EcoCraft Automotive GmbH.
V začetku leta 2006 je družba začela s proizvodnjo sestavnih delov za šasijo (pesta, prirobnice, zobni venci itd.), ki danes predstavljajo glavni proizvode tovarne. Polizdelke uporabljajo številna podjetja koncerna Volkswagen (Volkswagen, Škoda, Seat, Porsche, Bentley).